# Drymaria holosteoides
Drymaria holosteoides là loài thực vật có hoa thuộc họ Cẩm chướng. Loài này được Benth. mô tả khoa học đầu tiên năm 1844.